# Ernst Friedrich Wollweber
Ernst Friedrich Wollweber, nemški politik, * 29. oktober 1898, † 3. maj 1967.
Med letoma 1953 in 1957 je bil minister za državno varnost Nemške demokratične republike (Stasi).